# Гидросульфиты
Гидросульфиты, бисульфиты — кислые соли сернистой кислоты H2SO3, например гидросульфит калия KHSO3.

## Свойства
В противоположность большинству средних солей H2SO3 — сульфитов, все гидросульфиты хорошо растворимы в воде. В растворах гидросульфиты постепенно окисляются кислородом воздуха до солей серной кислоты:
{\displaystyle {\mathsf {2KHSO_{3}+O_{2}\rightarrow K_{2}SO_{4}+H_{2}O}}}
При нагревании гидросульфитов натрия или калия образуются пиросульфиты, которые также называются метабисульфитами:
{\displaystyle {\mathsf {2KHSO_{3}\rightarrow K_{2}S_{2}O_{5}+H_{2}O}}}

## Получение
Гидросульфиты получают по реакции:
{\displaystyle {\mathsf {K_{2}CO_{3}+2SO_{2}+H_{2}O\rightarrow 2KHSO_{3}+CO_{2}}}}

## Применение
Гидросульфит натрия NaHSO3 применяется в фотографии и для отбелки различных материалов; Гидросульфит кальция Ca(HSO3)2 используется при получении целлюлозы из древесины.
Бисульфиты добавляют в препарат эпинефрин для предотвращения его инактивации через окисление до адренохрома.
В молекулярной биологии бисульфитная модификация цитозина с последующим секвенированием используется для идентификации неметилированных нуклеотидов в структуре ДНК (бисульфитное секвенирование).